# سارة آن جونسون
سارة آن جونسون هي مصورة ورسامة كندية، ولدت في 1976 في وينيبيغ في كندا.

## وصلات خارجية
- الموقع الرسمي